# ゆめテラス祇園
ゆめテラス祇園（ゆめテラスぎおん）は、広島市安佐南区西原に所在するショッピングセンター。株式会社イズミが運営する都市型GMS「ゆめテラス」の店舗第一号店である。2023年6月1日に食品館部分が先行オープン、同年11月1日に全面オープンとなった。
イズミ初の郊外店で、2000年代までイズミの広島地区の基幹店舗だった「いづみ祇園ショッピングセンター」→「イズミ祇園ショッピングセンター」→「ゆめタウン祇園」を建て替えの上でブランド変更したものである。

## 歴史

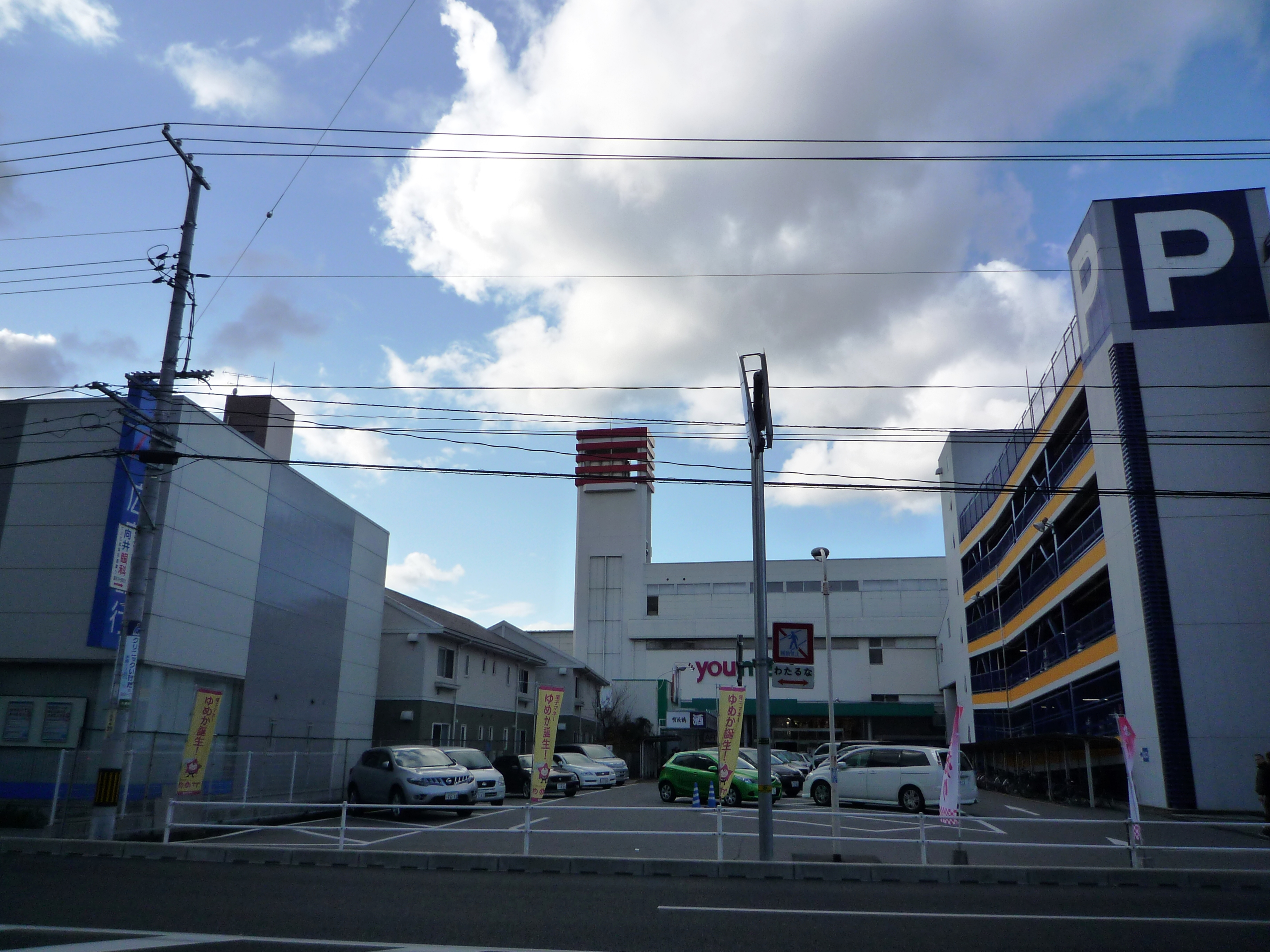
ゆめタウン祇園時代の外観

1971年（昭和46年）10月に計画発表。1960年代半ばよりアメリカで流行していた店舗スタイルを取り入れ、国道54号沿いに計画された、モータリゼーションに対応し、広島市外に出店するイズミ初の郊外店で、中国・四国地方初かつ日本全国でも玉川高島屋ショッピングセンターに次ぐ規模で、日本全国でも例が少なかった。
計画開始時点で、地上4階地下1階建てのショッピングセンターとボウリング場を計画。約5,300 m2の直営部分と約4,000 m2のテナント部分には、広島本通商店街から約100店と東京都・大阪府から7 - 8店舗出店する計画だった。また、24時間営業の4階建てのレストラン棟、遊園地やプール、託児所などを計画していた。計画当初の事業費は約16億5000万円。仮称は祇園コミュニティセンターで、1972年1月から建設開始、同年10月に開店予定だった。
1972年（昭和47年）5月20日に起工式を実施。その時点で、いづみ祇園ショッピングセンター（いづみ祇園店）の名称も決定。その時点の計画では、地上5階建てのショッピングセンターと地上3階建ての40レーン整備したボウリング場を予定。500台分の駐車場を予定し、開業予定は同年12月だった。
建設途中までは、ボウリング場の併設を予定し、機材も発注済みだったが、アメリカに視察に行った社長がブームの終焉を察知。違約金を払って設計変更を行い、ボウリング場は中止された。写真左側にある塔には、当初ボウリングピンが設置される予定だった。
最終的には、3階建てと4階建ての2棟にテナントが68店出店。275台分の無料駐車場が整備された。最終的な事業費は約24億円になった。
1973年（昭和48年）3月27日10時に開業。開店当初は食料品・日用品・家電製品を扱い、食堂街も備えたファミリーランドと呼ばれるB館・C館（地上3階建・売場面積 4,165 m2）が先行開業。当時250台分整備された無料駐車場は、規模の大きさより客から驚かれ、開店日には車の行列ができた。開店日は約4万人が来店した。
同年5月2日10時に、衣料品を扱うファッションランドと呼ばれるA館（地上4階建・売場面積 2,479 m2）が開店。約2倍の店舗面積になり全面開業した。1店舗で全てをまかなう「ワンストップ・オールライフ」をコンセプトにしていた。開店当初は、A館とB館・C館は道路で隔てられていた。9月には貸会議室もオープンした。
開店当時、祇園ショッピングセンターは大成功し、店舗の平均滞在時間がそれまでの50分から2時間に伸び、同社内の一人あたり売り上げ平均が当時700 - 800円だったのが、当店ではマイカーで1週間分の買い物をする客が多いことで2,400 - 2,500円の売り上げになった。年間売り上げ目標も、30億円から41億円に変更。開店した年の夏頃までに、駐車場の収容台数を160台増加させたが、それでも交通問題は避けられず、店前の国道は渋滞になり、休日は店の前に500 - 600 mの車の入場待ちが発生。可部警察署から、出入り口の拡張や河川敷を駐車場として活用するなどの指導が出た。
それらの成果から、広島市レベルの都市でも郊外型ショッピングセンターが成功することを証明し、その後同様のショッピングセンターが五日市町など複数計画されることにつながった。
1975年（昭和50年）3月7日には8億円かけて増床を行い、ファミリーランド（B館・C館）を4階建てに増築することで売場面積を3,200 m2増加させて約11,000 m2に拡大。増床分は衣料品販売拡大に使用。売場の変更も行い、ファッションランドはリビングランドに改められた。
1980年（昭和55年）6月13日に、大活性化工事（大改装）を実施しリニューアルオープン。後日行われるブランド変更に伴う施設の若返りを目的とし、売場の大部分を改装し、下りエスカレーターを新設した。同月27日には、全店一斉にブランド変更を行い、イズミ祇園ショッピングセンター（イズミ祇園店）にリブランドされた。同年12月には、A館とB館・C館を結ぶ連絡橋が完成した。
2001年（平成13年）3月9日に、ゆめタウン祇園に再度リブランド。当時、比較的古い店舗が多かった広島地区では初めて「ゆめタウン」を名乗る店舗になり、改めて広島地区の基幹店舗の立場を明確にした。1億4000万円かけて改装が行われ、食料品売場の強化や、高級下着のコーナーや医薬品コーナーを新設した。改装により年間売り上げ目標を78億円から81億円に上方修正した。
2009年4月に食品売場を改装。リビング館（旧・ファッションランド）は2011年春に閉館、同年夏に取り壊されて、跡地には三菱地所によりマンション「ザ・パークハウス 祇園」が建設された。
2020年11月24日、老朽化を理由に店舗の建て替えを行うことが発表された。3・4階のフロアは翌2021年1月末で閉鎖し、建て替えに向けた準備を進める一方で1・2階は当面営業を続け、建て替えの後、2022年以降にゆめテラスを開店させる方針となった。2017年2月3日に公表された広島県耐震性能調査において、当店は震度6強以上で「倒壊または崩壊する危険性が高い」と指摘されていた。2021年1月31日をもって3・4Fフロアと立体駐車場は閉鎖された。残りのフロアについては、仮店舗（立体駐車場跡）が完成するまで営業を継続した。
2021年11月23日に閉店し、1週間休業後の12月1日より仮店舗での営業を再開。2023年6月1日にゆめテラス祇園として食品館が先行オープンした。

## 館内
現在のフロアマップは公式サイト参照。

### 1973年5月3日全館完成当時
開店当時の全面広告および社史に基づく。

#### ファミリーランド
- 1階 - 駐車場
- 2階 - 食料品全般・日用雑貨・味の街（食堂街）
- 3階 - 家具・インテリア・家庭用品・家庭電器・屋上広場

#### ファッションランド
- 1階 - 紳士服・肌着・舶来雑貨・カメラ・時計・ハンドバッグ
- 2階 - 婦人服・子供服・アクセサリ・呉服・憩いの広場
- 3階 - 寝装品・袋物・靴・レコード・楽器・文具・玩具
- 4階 - 音楽教室・女性教室
- 屋上 - 屋上遊園地

### 1975年3月7日増床オープン当時
開店当時の広告に基づく。

#### ファミリーランド
- 1階 - 駐車場
- 2階 - 食品のフロア（総合食品売場・食堂街など）
- 3階 - 紳士と婦人のフロア（紳士服・婦人服など）
- 4階 - お子さまと実用衣料のフロア（子供服・下着など）

#### リビングランド
- 1階 - 日用雑貨とおしゃれのフロア（レジャー用品・化粧品・カー用品など）
- 2階 - 暮らしのフロア（電気小物・住宅設備・インテリアなど）
- 3階 - 住まいのフロア（食堂家具・居間家具）
- 4階 - ヤマハ音楽教室・ゲームコーナー・事務所
- 屋上 - 屋上遊園地

### 1980年6月13日改装オープン当時
開店当時の広告に基づく。

#### ファミリーランド
- 2階 - 食料品と食べ歩きのフロア
- 3階 - レディスとメンズのおしゃれフロア
- 4階 - お子さまと実用衣料のフロア

#### リビングランド
- 1階 - スポーツとレジャーのフロア
- 2階 - 暮らしのフロア
- 3階 - 住まいのフロア
- 4階 - 文化のフロア（各種催し会場） - 1983年6月24日に「ジョイフルランド」をオープン[32]。

## 交通アクセス
- 可部線下祇園駅より徒歩6分
- 広島電鉄・広島交通バス 祇園出張所前バス停より徒歩2分

### 補足
1. ↑  2008年4月1日の管理移管で、該当区間は国道183号の単独区間になっている[8]
2. ↑  計画開始時点時点で店舗用地の所在地は広島県安佐郡祇園町西原で、計画途中の1972年（昭和47年）8月27日に広島市に編入された。